# A30-as autópálya (Németország)
Az A30 (németül: Bundesautobahn 30, rövidebben: BAB 30, vagy A30) egy autópálya Északnyugat-Németországban. Hossza: 129 km. A holland határnál csatlakozik az A1-es autópályához, majd nyugat–keleti irányban halad. Nagyon fontos szerepet betöltő autópálya, hiszen kapcsolatot teremt Amszterdam és Berlin között. Az út része az E30-as európai útnak.

## Útvonala
csatlakozik az A1-es autópályához, Bad Bentheim––Hörstel––Osnabrück––Bissendorf–Löhne––Bad Oeynhausen
Az A30-as autópálya a holland A1-es autópálya folytatásaként épült meg Nordhorn és Bad Bentheim között. Az autópálya kelet felé haladva először az A31-es autópályát keresztezi Schüttorf közelében, ahol a Ruhr-vidék felé (délre) és Emden felé (északra) lehet letérni. Tovább haladva Rheine és Osnabrück közelében keresztezi az A1-es és az A33-as. Az A1-es csomópontnál Bréma (északra) és Münster (délre) felé haladhatunk, míg az A33-as csomópontnál Bielefeld felé.
Körülbelül 50 kilométerre keletre Bad Oeynhausennél végződik az út. Innen építési munkálatok miatt a forgalmat a B61-re terelik. Az út keresztülhalad Bad Oeynhausenen. Itt csatlakozik az A2-es autópályához.

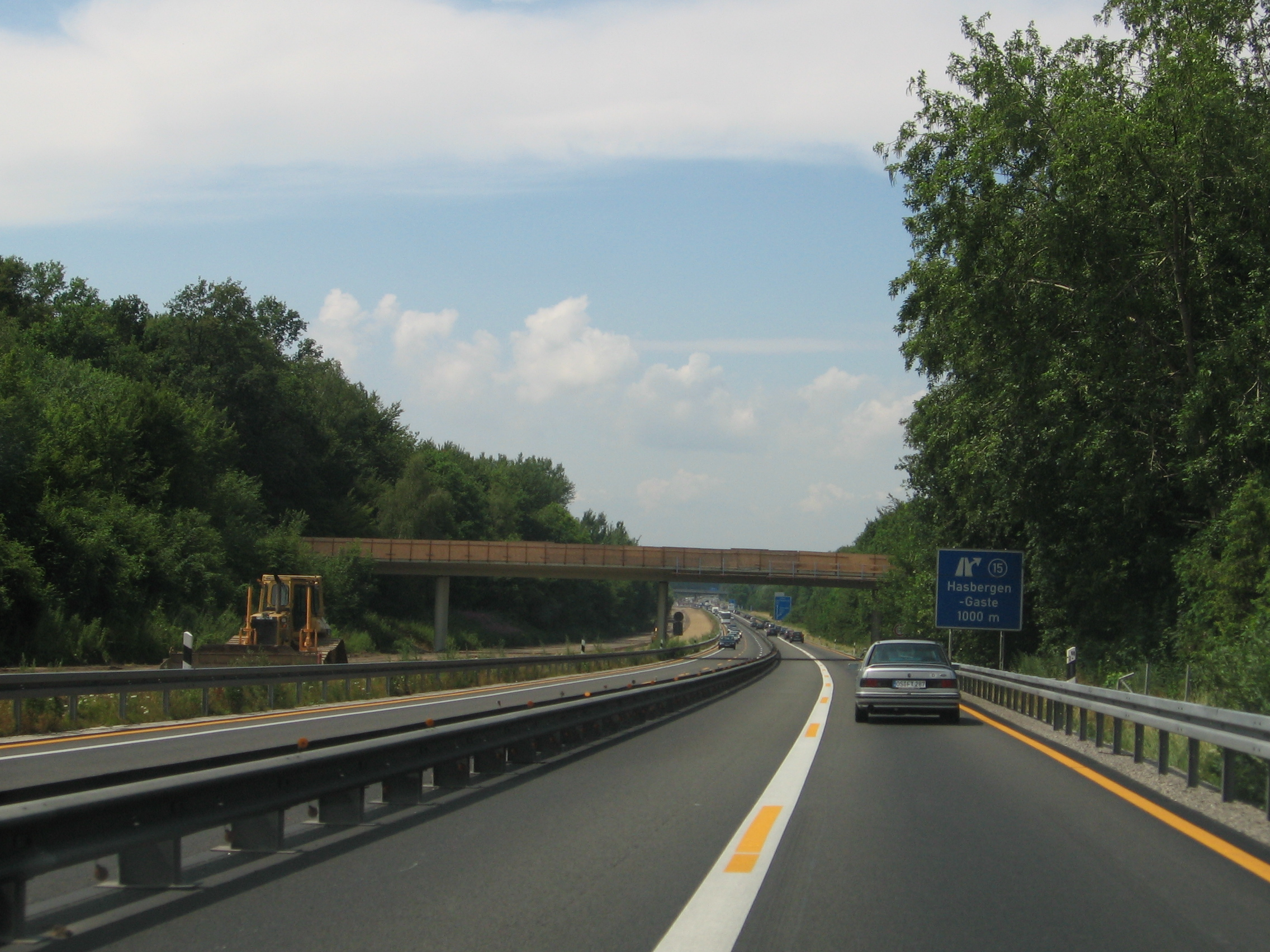
Autópálya-építés Hasbergen-Gaste közelében 2006-ban

## Története
A nemzetközi autópályára vonatkozó első terveket Hollandiával közösen 1933-ban készítették. A tervezett út Oldenzaal, Bad Bentheim, Salzbergen és Rheine városok mentén haladt volna. 1938 és 1940 között a német úthálózatterv tartalmazott egy olyan utat, amely Salzbergentől délre, Rajnától északra haladt és Osnabrücknél érte volna el az A2-es autópályát.
Volt olyan terv is, amely azt tartalmazta, hogy az A30-as párhuzamosan haladna a B65-ös úttal Hannoverig. De ezek a tervek nem valósultak meg.